# Villalobar de Rioja
Villalobar de Rioja è un comune spagnolo di 120 abitanti situato nella comunità autonoma di La Rioja.